# Wojciech Sadley
Wojciech Sadley, né le 3 avril 1932 à Lublin et mort le 5 octobre 2023, est un artiste polonais, professeur de l'Académie des Beaux-Arts de Varsovie.